# Джон Тошак
Джон Тошак (валл. John Toshack, нар. 22 березня 1949, Кардіфф) — валлійський футболіст, нападник. По завершенні ігрової кар'єри — тренер. Кавалер ордена Британської імперії.

## Клубна кар'єра
У дорослому футболі дебютував 1965 року виступами за «Кардіфф Сіті», в якому провів п'ять сезонів, взявши участь у 162 матчах чемпіонату.
Своєю грою привернув увагу представників тренерського штабу «Ліверпуля», до складу якого приєднався в кінці 1970 року за 110 тис. фунтів. Відіграв за мерсісайдців наступні вісім сезонів своєї ігрової кар'єри. Більшість часу, проведеного у складі «Ліверпуля», був основним гравцем атакувальної ланки команди, де разом з Кевіном Кіганом складали один з найкращих атакувальних дуетів Англії початку 1970-х. У складі «Ліверпуля» був одним з головних бомбардирів команди, маючи середню результативність на рівні 0,39 голу за гру першості. За цей час тричі виборював титул чемпіона Англії, ставав володарем Кубка Англії, тричі володарем Суперкубка Англії з футболу, двічі переможцем Ліги чемпіонів УЄФА та володарем Кубка УЄФА, а також одного разу володарем Суперкубка УЄФА.
У другій половині 70-х років Тошака почали переслідувати травми і він завершив професійну ігрову кар'єру у «Свонсі Сіті», за яке виступав протягом 1978–1983 років. Всього за свою кар'єру валлієць зіграв 471 гру і забив 195 голів.

## Виступи за збірну
1969 року дебютував в офіційних матчах у складі національної збірної Уельсу. Протягом кар'єри у національній команді, яка тривала 12 років, провів у формі головної команди країни 40 матчів, забивши 12 голів.

## Кар'єра тренера
Розпочав тренерську кар'єру, ще продовжуючи грати на полі, 1978 року, очоливши тренерський штаб клубу «Свонсі Сіті». Йому вдалося підняти клуб з четвертого дивізіону в перший за чотири роки і в дебютому сезоні здобути там шосту сходинку. Але впродовж наступних двох сезонів «Суонсі» опустився з першого дивізіону в третій. Тим не менш, за попередні заслуги Джон Тошак був нагороджений орденом Британської імперії.
У 1984 році очолив португальський «Спортінг», з яким пропрацював один сезон, після чого став тренувати «Реал Сосьєдад».
Найбільших успіхів Тошак домігся, працюючи в Іспанії: з «Реалом Сосьєдад» він виграв кубок Іспанії (1987), після чого перейшов у мадридський «Реалом», з яким став чемпіоном Іспанії (1990), а п'ять років по тому виграв Суперкубок Іспанії, працюючи з «Депортіво». В цей же час Тошак вперше очолив збірну Уельсу, але протримався на цій посаді всього 41 день, пішовши у відставку після поразки від збірної Норвегії (1:3).
Після того з 1997 по 1999 рік очолював турецький «Бешикташ», з яким також 1998 року зміг виграти національний кубок.
Надалі очолював французький «Сент-Етьєн», італійську «Катанію», а також іспанську «Реал Мурсія», проте в жодному з клубів значних здобутків не досяг.
У листопаді 2004 року Тошак друге прийняв збірну Уельсу, незважаючи на неоднозначне ставлення до нього вболівальників. Тошак прославився критикою на адресу свого попередника Марка Хьюза, попри те, що збірна під його керівництвом ледь не потрапила на чемпіонат Європи 2004 року, зазнавши поразки лише у повторній домашній стиковій грі проти збірної Росії. Щоправда, Тошак не зміг навіть повторити це досягнення і збірна жодного разу не пробивалась на міжнародні форуми, а 2010 року через незадовільні результати був звільнений.
7 серпня 2011 року призначений головним тренером збірної Македонії, проте протренував збірну лише рік і 13 серпня 2012 року був звільнений з посади через відмову переїхати до Македонії і постійно там проживати

## Титули та досягнення

### Як гравця
- Чемпіон Англії (3):

«Ліверпуль»: 1972-73, 1975-76, 1976-77
- Володар Кубка Англії (1):

«Ліверпуль»: 1973-74
- Володар Суперкубка Англії (3):

«Ліверпуль»: 1974, 1976, 1977
- Переможець Ліги чемпіонів УЄФА (2):

«Ліверпуль»: 1976-77, 1977-78,
- Володар Кубка УЄФА (2):

«Ліверпуль»: 1972-73, 1975-76
- Володар Суперкубка Європи (1):

«Ліверпуль»: 1977

### Як тренера
- Володар Кубка Іспанії (1):

«Реал Сосьєдад»: 1986-87
- Чемпіон Іспанії (1):

«Реал Мадрид»: 1989-90
- Володар Суперкубка Іспанії (1):

«Депортіво»: 1995
- Володар Кубка Туреччини (1):

«Бешікташ»: 1997-98
- Володар Суперкубка Туреччини (1):

«Бешікташ»: 1998
- Володар Суперкубок Азербайджану з футболу (1):

«Хазар-Ланкаран»: 2013

### Індивідуальні
- Найкращий тренер чемпіонату Іспанії (2): 1989, 1990